# Archia (polemarco tebano)
Archia (in greco antico: Ἀρχίας?, Archìas; ... – Tebe, 379 a.C.) è stato un politico greco antico.

## Biografia
Archia fu nominato polemarco di Tebe al posto di Ismenia nel 382 a.C., dopo che Leonziade aveva preso il potere con un colpo di stato, effettuato coll'aiuto della guarnigione spartana di Febida.
Archia governò la città come un tiranno assieme al collega Filippo e col supporto di Leonziade fino al dicembre del 379 a.C. (o gennaio 378 a.C.) quando Pelopida, che si trovava in esilio ad Atene, tornò di nascosto in patria accompagnato da un gruppo di altri fuoriusciti e, con l'appoggio di altri concittadini, rovesciò il governo oligarchico.
In particolare, Archia e Filippo furono assassinati nel corso di un attentato ordito da Caronte e Melone: il primo era il basista della congiura, visto che la sua casa era il punto di ritrovo per i fuoriusciti, mentre il secondo era arrivato da Atene con Pelopida. I due polemarchi, la sera del colpo di stato, si trovavano ad un banchetto organizzato da Fillida, il segretario di Archia che, al corrente della congiura, aveva preparato la festa proprio per distrarre i tiranni. Quando questi erano ormai ubriachi, arrivarono Caronte e Melone travestiti da donne ed uccisero facilmente Archia e Filippo, sfruttando l'effetto-sorpresa.
Poco prima dell'attentato, ad Archia era stata recapitata una lettera, inviatagli dal suo omonimo sommo sacerdote, dove lo si avvertiva della congiura e si facevano anche i nomi dei partecipanti. Nonostante il latore della lettera avesse pregato il polemarco di aprirla immediatamente, perché conteneva informazioni della massima importanza, Archia, sottovalutando la cosa, mise la lettera sotto il cuscino pronunciando la famosa frase:
(Plutarco, Pelopida, 10, 4)
Questa frase rimase proverbiale tra gli antichi greci, e, tradotta in latino da Cornelio Nepote come In crastinum differo res severas, anche fra i latini.